# Caravan Palace
Caravan Palace är ett franskt elektroswingband från Paris.
Gruppen bildades år 2005 efter att tre av bandets medlemmar anlitats av ett filmproduktionsbolag att göra ett soundtrack till stumfilm. Det nuvarande bandet består av Sonia Fernandez Velasco (sång och klarinett), Arnaud Vial (gitarr), Hugues Payen (fiol), Camille Chapelière (klarinett), Charles Delaporte (kontrabas) och Antoine Toustou (elektronik och trombon). Bandets influenser inkluderar bland annat Django Reinhardt, Vitalic, Lionel Hampton och Daft Punk.
Bandet släppte sitt debutalbum, Caravan Palace, under skivbolaget Wagram i oktober 2008. Skivan hamnade på topplistorna i Schweiz, Belgien och Frankrike, där den nådde en 11:e plats.

## Historia
Det första mötet mellan bandmedlemmarna kom år 2005 när Vial, Payen och Delaporte hyrdes av ett filmproduktionsbolag för att ge ett soundtrack till stumma pornografiska filmer. Bandet bildades som en trio, även om det var ett år innan de mötte musikproducenten Loïc Barrouk som tog ett intresse för projektet och bokade bandet en inspelningsstudio och en rad spelningar. Fler artister krävdes för livekonserter och de andra tre nuvarande bandmedlemmarna hittades efter en sökning på Myspace.
Bandet blev populärt på internet efter att ha släppt ett antal demos och promosinglar. Från 2006 till 2007 tillbringade de ett år turnerande runt om i Frankrike, och deras första festivalframträdande kom under Django Reinhardt Jazz Festival 2007. Efter detta fick Caravan Palace ett skivkontrakt av det Paris-baserade skivbolaget Wagram Music. De tillbringade efterkommande år med att spela in material för sitt debutalbum.
Den 20 oktober 2008 släpptes det självbetitlade albumet Caravan Palace och sedan singeln Jolie Coquine. Albumet fick beröm för sina inslag av traditionell jazz, och hamnade på ett antal europeiska albumlistor. I Schweiz nådde albumet plats 72 och i Belgien 42. Albumet placerades bäst i bandets hemland Frankrike där den nådde en topplacering på en 11:e plats i augusti 2009 och låg kvar på Franska topplistan under 68 veckor i följd. Bandet släppte sin andra officiella singel, Suzy, den 24 februari 2009.
Den 3 oktober 2011 släppte bandet en EP med titeln Clash, med två nya låtar och fyra remixer av dem.

## Diskografi

### Album
- Caravan Palace (2008)
- Panic (2012)
- <I°_°I> (2015)
- Chronologic (2019)

### EP:s
- Clash (2011)

### Singlar
- Jolie Coquine (2008)
- Suzy (2009)
- Wonderland (2016)
- Black Betty (2017)
- Miracle (2019)